# ابرتویل، کبک
ابرتویل (به فرانسوی: Hébertville) شهری در منطقه شهری لاک-سن-ژان-است ناحیه سگونه-لاک-سن-ژان در استان کبک کانادا است. در سرشماری سال ۲۰۱۱ این شهر ۲٬۳۹۰ نفر جمعیت داشته‌است و مساحت آن ۲۶۳٫۸۸ کیلومتر مربع است.